# Larga Vista
Larga Vista fue un lugar designado por el censo ubicado en el condado de Webb en el estado estadounidense de Texas. En el Censo de 2000 tenía una población de 742 habitantes y una densidad poblacional de 371 personas por km².

## Geografía
Larga Vista se encuentra ubicado en las coordenadas 27°30′3″N 99°25′47″O / 27.50083, -99.42972. Según la Oficina del Censo de los Estados Unidos, Larga Vista tiene una superficie total de 2 km², de la cual 2 km² corresponden a tierra firme y (0%) 0 km² es agua.

## Demografía
Según el censo de 2000, había 742 personas residiendo en Larga Vista. La densidad de población era de 371 hab./km². De los 742 habitantes, Larga Vista estaba compuesto por el 79.11% blancos, el 0.67% eran afroamericanos, el 0.13% eran amerindios, el 0% eran asiáticos, el 0% eran isleños del Pacífico, el 16.04% eran de otras razas y el 3.91% pertenecían a dos o más razas. Del total de la población el 96.77% eran hispanos o latinos de cualquier raza.